# Shanghai Masters (snooker)
Shanghai Masters, också känd som Bank of Communications OTO Shanghai Masters, är en professionell inbjudningsturnering i snooker som spelas i augusti. Turneringen spelades första gången säsongen 2007/08 och ersatte Malta Cup på touren, även om den inte spelas vid samma tid på säsongen. 
Turneringen delar ut åtta wildcards och dessa går i allmänhet till unga kinesiska spelare som skall få chansen att visa upp sig. I huvudturneringen deltar 32 spelare.
Den första finalen i Shanghai Masters spelades år 2007 mellan Dominic Dale och Ryan Day. Dale vann med 10–6, efter underläge 3–6 efter den första sessionen, och tog därmed sin första rankingtitel på 10 år. (Hans första och dittills enda var Grand Prix 1997.)

## Vinnare
| År                   | Vinnare                                | Motståndare                            | Resultat                               | Säsong                                 |                                        |
| Rankingturnering     | Rankingturnering                       | Rankingturnering                       | Rankingturnering                       | Rankingturnering                       |                                        |
| -------------------- | -------------------------------------- | -------------------------------------- | -------------------------------------- | -------------------------------------- | -------------------------------------- |
| 2007                 | Dominic Dale                           | Ryan Day                               | 10 – 6                                 | 2007/08                                |                                        |
| 2008                 | Ricky Walden                           | Ronnie O'Sullivan                      | 10 – 8                                 | 2008/09                                |                                        |
| 2009                 | Ronnie O'Sullivan                      | Liang Wenbo                            | 10 – 5                                 | 2009/10                                |                                        |
| 2010                 | Ali Carter                             | Jamie Burnett                          | 10 – 7                                 | 2010/11                                |                                        |
| 2011                 | Mark Selby                             | Mark Williams                          | 10 – 9                                 | 2011/12                                |                                        |
| 2012                 | John Higgins                           | Judd Trump                             | 10 – 9                                 | 2012/13                                |                                        |
| 2013                 | Ding Junhui                            | Xiao Guodong                           | 10 – 6                                 | 2013/14                                |                                        |
| 2014                 | Stuart Bingham                         | Mark Allen                             | 10 – 3                                 | 2014/15                                |                                        |
| 2015                 | Kyren Wilson                           | Judd Trump                             | 10 – 9                                 | 2015/16                                |                                        |
| 2016                 | Ding Junhui                            | Mark Selby                             | 10 – 6                                 | 2016/17                                |                                        |
| 2017                 | Ronnie O'Sullivan                      | Judd Trump                             | 10 – 3                                 | 2017/18                                |                                        |
| Inbjudningsturnering |                                        |                                        |                                        |                                        |                                        |
| 2018                 | Ronnie O'Sullivan                      | Barry Hawkins                          | 11 – 9                                 | 2018/19                                |                                        |
| 2019                 | Ronnie O'Sullivan                      | Shaun Murphy                           | 11 – 9                                 | 2019/20                                |                                        |
| 2020–2022            | Inställt på grund av Covid-19-pandemin | Inställt på grund av Covid-19-pandemin | Inställt på grund av Covid-19-pandemin | Inställt på grund av Covid-19-pandemin | Inställt på grund av Covid-19-pandemin |
| 2023                 | Ronnie O'Sullivan                      | Luca Brecel                            | 11 – 9                                 | 2023/24                                |                                        |